# FEI Nations Cup
FEI Nations Cup är världens mest prestigefyllda nationsmästerskap i banhoppning. Mästerskapet, som ersatte Samsung Super League efter säsongen 2008, anordnas av det internationella hästsportförbundet, Fédération Équestre Internationale (FEI). Säsongerna består av åtta tävlingar i europeiska länder, där åtta nationer gör upp om totalsegern i Top League. Varje nation har fyra ekipage per tävling och samtliga hoppar två omgångar. När säsongen är slut flyttas de två sist placerade nationerna i Top League ned till Promotional League och totalsegraren av Promotional League samt vinnaren av finalen i Promotional League flyttas upp till Top League den efterföljande säsongen. Utöver de åtta deltagande nationerna, får även värdnationen delta om dessa inte ingår i Top League. De gör dock inte upp om några totalpoäng.

## Säsonger
| År   | Mästare   | Nedflyttade                      |
| ---- | --------- | -------------------------------- |
| 2009 | Frankrike | Belgien, Italien                 |
| 2010 | Frankrike | Spanien, Sverige, Schweiz, Polen |
| 2011 | Tyskland  | USA, Danmark                     |
| 2012 | Tyskland  | Belgien, Sverige                 |